# Hill GH2
Hill GH2 – samochód Formuły 1 zaprojektowany przez Andy'ego Smallmana i skonstruowany przez Embassy Hill na sezon 1976. Nigdy nie wziął udziału w wyścigu.

## Historia
Zaprojektowany przez byłego inżyniera Loli, Andy'ego Smallmana, model GH2 był pierwszym samochodem w stu procentach skonstruowanym przez Embassy Hill – Hill GH1 w dużej mierze opierał się na Loli T370. Samochód miał bardzo niskie sekcje boczne. Pierwotnie samochód miał być napędzany przez silnik Alfa Romeo, później zdecydowano się jednak na jednostkę Cosworth. Kierowcą miał być Tony Brise. Podczas testów na Silverstone i Paul Ricard pojawiały się problemy związane z samochodem, ale już na torze Paul Ricard model osiągał dobre rezultaty. Kluczowy personel zespołu – w tym Smallman, Brise i Graham Hill – zginęli jednak w wypadku lotniczym w listopadzie 1975 i zespół został rozwiązany.